# Allopauropus tenuis
Allopauropus tenuis är en mångfotingart som beskrevs av Paul Auguste Remy 1948. Allopauropus tenuis ingår i släktet småfåfotingar, och familjen fåfotingar. Inga underarter finns listade i Catalogue of Life.